# Dean Benjamin McLaughlin
Dean Benjamin McLaughlin (Brooklyn, Nueva York, 25 de octubre de 1901 - Ann Arbor, Míchigan, 8 de diciembre de 1965) fue un astrónomo estadounidense, profesor de astronomía en la Universidad de Míchigan y padre del autor de ciencia ficción Dean McLaughlin.

## Semblanza
McLaughlin propuso en 1954 la teoría de la presencia de volcanes en Marte cuyas erupciones cambian el albedo que presentan los denominados mares marcianos. Su propuesta fue parcialmente confirmada en 1971 con la llegada al planeta rojo del Mariner 9, demostrándose que los fuertes vientos son los responsables de la circulación del polvo alrededor del planeta, creando los cambios de aspecto anteriormente atribuidos a alguna clase de vegetación.

## Eponimia
- El cráter lunar McLaughlin lleva este nombre en su memoria.[4]
- En el año 2014, científicos de NASA anunciaron que habían descubierto evidencia de agua[5] en el cráter marciano McLaughlin.[6]
- El asteroide (2024) McLaughlin también conmemora su nombre.[7]